# Façade
Façade (фр. façade — фасад; иногда англ. facade) — компьютерная игра от независимой студии Procedural Arts в жанрах квест и симулятор. В Façade игрок берёт на себя роль старого друга семьи Трипа и Грейс. Главной особенностью игры является очень продвинутый искусственный интеллект персонажей.
Игра (или «интерактивная драма», как описывают её сами разработчики) вышла 5 июля 2005 года в бесплатном статусе. В дальнейшем она неоднократно обновлялась: исправлялись мелкие недочёты сценария, искусственный интеллект, уменьшалось требуемое место на диске и т. п.

## Геймплей
Игровой процесс напоминает стандартные квесты с видом от первого лица. Игрок ходит по квартире, может брать на руки и бросать некоторые вещи, обращать внимание персонажей на определённую вещь, применять некоторые действия на NPC (дружески слегка ударить, гладить, целовать в губы). Трип и Грейс, главные герои игры, абсолютно неподвластны игроку, порой они сами пытаются контролировать игрока (например, Грейс просит его встать на её сторону в споре). Вследствие очень активных игровых персонажей, основу геймплея составляют диалоги, причём, разговаривать приходится сразу с обоими героями, и если скажешь что-то очень плохое об одном из них — он попытается выгнать игрока из квартиры. Что особенно, реплики приходится издавать с помощью командной строки, то есть самому составлять и набирать на клавиатуре предложения, которые будет говорить игрок.
Так как игровой процесс проходит без пауз, игра иногда будет воспроизводить одну из множества мизансцен. При следующей игре сцена может быть уже другой, и сценарий тогда изменится кардинальным образом.

## Сюжет
В Façade сюжет не имеет прямой колеи, вместо этого существуют сразу несколько вариантов развития событий и три типа концовки (пара мирится, пара окончательно разрывается, вас выгоняют). Персонажи реагируют на каждое действие игрока, даже на простое перемещение по квартире или направление взгляда. После начала новой игры игрок оказывается в прихожей дома семьи Трипа и Грейс, хорошо слышны бурный спор героев и крики. Игрок стучится в дом, после которого скандал прерывается, и дверь открывает Трип, при этом он ведёт себя как ни в чём не бывало и старается сдерживать свои эмоции. Цель протагониста — примирить семейную пару, которая очень долгое время жила счастливо, пока не случился серьёзный скандал, или, наоборот, рассорить её.

## Реакция общественности
- Раздел, посвященный искусству, издания The New York Times сказал, что «это будущее видеоигр» (англ. «This is the future of video games»)[2].
- В 2006 году Façade получила Главный приз жюри (англ. Grand Jury Prize) на фестивале Slamdance Independent Games Festival; ранее игра уже была в числе финалистов фестиваля IGF 2004 года. Она выставлялась на ряде международных художественных выставок, в том числе и ISEA 2004 с Game/Play 2006, и была в списке главных статей журналов Atlantic Monthly (в ноябре 2006 года[3]) и Games for Windows: The Official Magazine (Май 2007 года[4]).
- Обозревательный русскоязычный сайт AG.ru поставил игре высокую оценку в 80 % (тем самым добавив её в «Золотой пантеон»), аргументируя: «На этот раз старания разработчиков очень хорошо заметны, хотя объем игры и затраченные на прохождение минуты совершенно несоразмерны. В то же время считать Façade серьёзным событием нельзя. Её можно воспринимать как оригинальный опыт, скачок неуёмной дизайнерской мысли. И, разумеется, как достойный ориентир для подражания»[5]. Кроме этого, обозреватель, Игорь Артёмов, отметил искусственный интеллект, человечность виртуальных героев и способ ведения разговора.